# Lista de primeiros-ministros da Rainha Isabel II

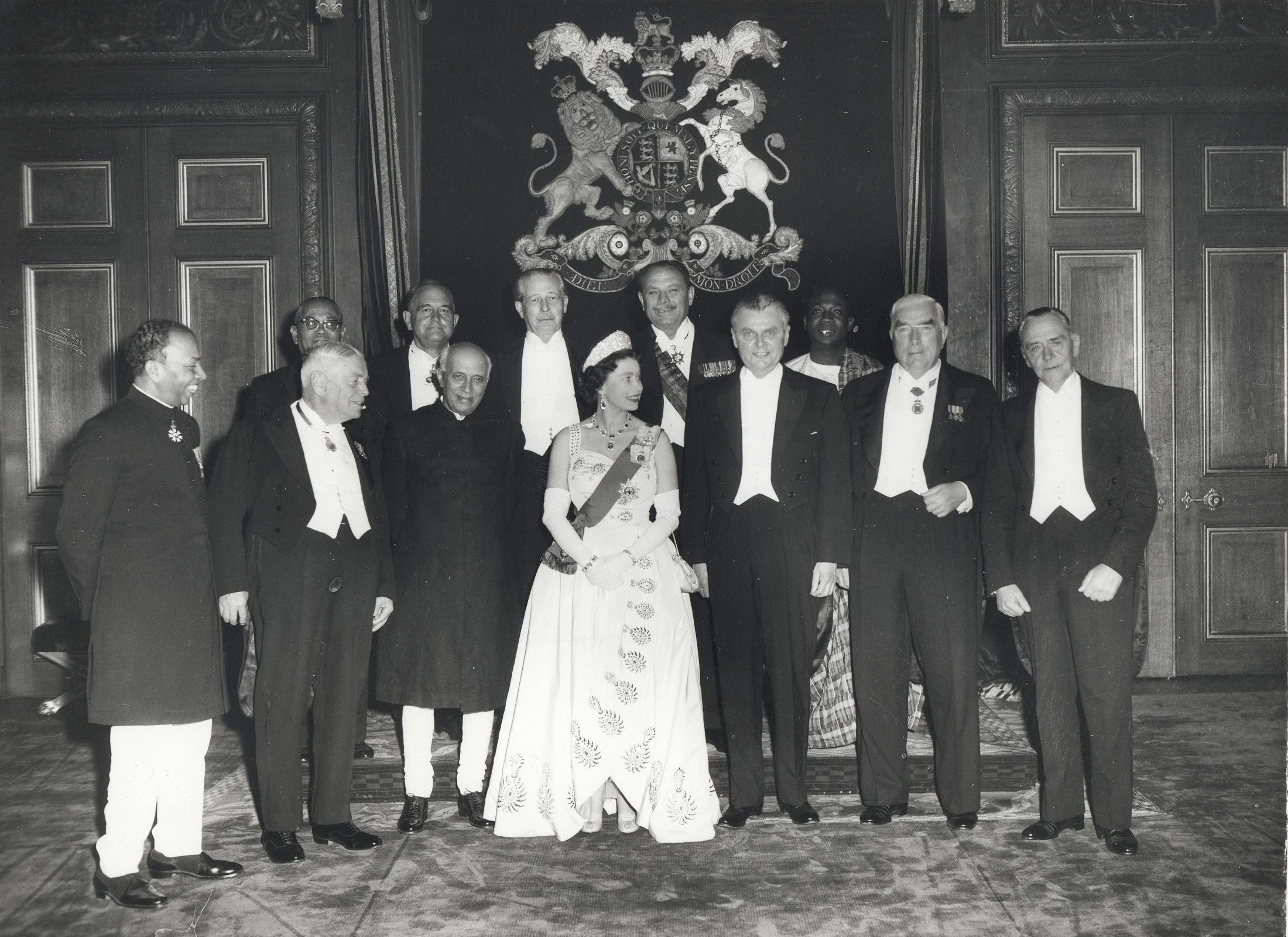
A rainha Isabel II em um encontro de primeiros-ministros das nações da Commonwealth, em 1960.

A Rainha Isabel II (ou Elizabeth II) do Reino Unido foi Chefe de Estado de 32 diferentes países da Comunidade Britânica desde 1952, sendo no final do reinado 16. A Rainha presenciou o governo de quinze Primeiros-ministros britânicos, ultrapassando Jorge III e a Rainha Vitória que tiveram 13 . Ela também vivenciou o governo de onze Primeiros-ministros canadenses, dez australianos e treze da Nova Zelândia. No total foram 138 Primeiros-ministros diferentes durante o seu reinado.

## Lista de primeiros-ministros (1952-2022)

### Antígua e Barbuda
- Vere Bird (1981–1994)
- Lester Bird (1994–2004)
- Baldwin Spencer (2004-2014)
- Gaston Browne (Desde 2014)

### Austrália
- Robert Menzies (1952–1966)
- Harold Holt (1966–1967)
- John McEwen (1967–1968)
- John Gorton (1968–1971)
- William McMahon (1971–1972)
- Gough Whitlam (1972–1975)
- Malcolm Fraser (1975–1983)
- Bob Hawke (1983–1991)
- Paul Keating (1991–1996)
- John Howard (1996-2007)
- Kevin Rudd (2007-2010)
- Julia Gillard (2010-2013)
- Tony Abbott (2013-2015)
- Malcolm Turnbull (2015-2018)
- Scott Morrison (desde 2018)

### Bahamas
- Lynden Pindling (1973–1992)
- Hubert Ingraham, (1992–2002)
- Perry Christie (2002-2007)
- Hubert Ingraham (2007-2012)
- Perry Christie (2012-2017)
- Hubert Minnis (desde 2017)

### Belize
- George Cadle Price (1981–1984, 1989–1993)
- Manuel Esquivel (1984–1989, 1993–1998)
- Said Musa (1998-2008)
- Dean Barrow (desde 2008)

### Canadá
- Louis St. Laurent (1952–1957)
- John Diefenbaker (1957–1963)
- Lester Pearson (1963–1968)
- Pierre Trudeau (1968–1979 e 1980–1984)
- Joe Clark (1979–1980)
- John Turner (1984)
- Brian Mulroney (1984–1993)
- Kim Campbell (1993)
- Jean Chrétien (1993–2003)
- Paul Martin (2003–2006)
- Stephen Harper (2006–2015)
- Justin Trudeau (desde 2015)

### Granada
- Eric Gairy (1974–1979)
- Maurice Bishop (de fato 1979–1983)
- Herbert Blaize (1984–1989)
- Ben Jones (1989–1990)
- Nicholas Brathwaite (1990–1995)
- George Brizan (1995)
- Keith Mitchell (1995-2008)
- Tillman Thomas (desde 2008)

### Jamaica
- Norman Manley  (1959–1962)
- Alexander Bustamante  (1962–1967)
- Donald Sangster (1967)
- Hugh Shearer (1967–1972)
- Michael Manley (1972–1980 e 1989–1992)
- Edward Seaga (1980–1989)
- Percival Patterson (1992–2005)
- Portia Simpson-Miller (2005-2007, 2012-2016)
- Orette Bruce Golding (2007-2011)
- Andrew Holness (2011-2012, 2016-Atualmente)

### Nova Zelândia
- Sidney Holland (1952–1957)
- Keith Holyoake (1957 e 1960–1972)
- Walter Nash (1957–1960)
- Jack Marshall (1972)
- Norman Kirk (1972–1974)
- Bill Rowling (1974–1975)
- Robert Muldoon (1975–1984)
- David Lange (1984–1989)
- Geoffrey Palmer (1989–1990)
- Mike Moore (1990)
- Jim Bolger (1990–1997)
- Jenny Shipley (1997–1999)
- Helen Clark (1999-2008)
- John Key (2008-2016)
- Bill English (2016-2017)
- Jacinda Ardern (desde 2017)

### Papua-Nova Guiné
- Michael Somare (1975–1980, 1982–1985, 2002–2011)
- Julius Chan, (1980–1982, 1994–1997)
- Rabbie Namaliu (1988–1992)
- Paias Wingti (1985–1988, 1992–1994)
- Bill Skate, (1997–1999)
- Mekere Morauta (1999–2002)

### São Cristóvão e Neves
- Kennedy Simmonds (1983–1995)
- Denzil Douglas (1995-2015)
- Timothy Harris (Desde 2015)

### Santa Lúcia
- John Compton (1979, 1982–1996, 2006-2007)
- Allan Louisy (1979–1981)
- Winston Cenac (1981–1982)
- Michael Pilgrim (1982)
- Vaughan Lewis (1996–1997)
- Kenny Anthony (1997-2006, 2011-2016)
- Stephenson King (2007-2011)
- Allen Chastanet (Desde 2016)

### São Vicente e Granadinas
- Milton Cato (1979–1984)
- James Fitz-Allen Mitchell (1984–2000)
- Arnhim Eustace (2000–2001)
- Ralph Gonsalves (desde 2001)

### Ilhas Salomão
- Peter Kenilorea (1978–1981, 1984–1986)
- Solomon Mamaloni (1981–1984, 1994–1997)
- Ezekiel Alebua (1986–1989)
- Francis Billy Hilly (1993–1994)
- Bartholomew Ulufa'alu (1997–2000)
- Manasseh Sogavare (2000–2001, 2006-2007, 2014-Atualmente)
- Sir Allan Kemakeza (2001-2006)
- Snyder Rini (2006)
- Derek Sikua (2007-2010)
- Danny Philip (2010-2011)
- Gordon Darcy Lilo (2011-2014)

### Tuvalu
- Toaripi Lauti (1979–1981)
- Tomasi Puapua (1981–1989)
- Bikenibeu Paeniu (1989–1993, 1996–1999)
- Kamuta Latasi (1993–1996)
- Ionatana Ionatana (1999–2000)
- Lagitupu Tuilimu (2000–01)
- Faimalaga Luka (2001)
- Koloa Talake (2001–02)
- Saufatu Sopoanga (2002–04)
- Maatia Toafa (2004-2006, 2010)
- Apisai Ielemia (2006-2010)
- Willy Telavi (2010-2013)
- Enele Sopoaga (Desde 2013)

| Nº.                       | Primeiro-ministro  | Primeiro-ministro                                      | Mandato                | Mandato                | Partido político    |
| ------------------------- | ------------------ | ------------------------------------------------------ | ---------------------- | ---------------------- | ------------------- |
| Reino Unido ( Ver lista ) |                    |                                                        |                        |                        |                     |
| 1                         |                    | O Muito Honorável Sir Winston Churchill (1874–1965)    | 26 de outubro de 1951  | 5 de abril de 1955     | Partido Conservador |
| 2                         |                    | O Muito Honorável Sir Anthony Eden (1897–1977)         | 6 de abril de 1955     | 10 de janeiro de 1957  | Partido Conservador |
| 3                         |                    | O Muito Honorável Harold Macmillan (1894–1986)         | 10 de janeiro de 1957  | 18 de outubro de 1963  | Partido Conservador |
| 4                         |                    | O Muito Honorável Alec Douglas-Home (1903–1995)        | 19 de outubro de 1963  | 16 de outubro de 1964  | Partido Conservador |
| 5                         |                    | O Muito Honorável Barão Wilson de Rievaulx (1916–1995) | 16 de outubro de 1964  | 19 de junho de 1970    | Partido Conservador |
| 5                         | 4 de março de 1974 | O Muito Honorável Barão Wilson de Rievaulx (1916–1995) | 5 de abril de 1976     |                        | Partido Conservador |
| 6                         |                    | O Muito Honorável Sir Edward Heath (1916–2005)         | 10 de maio de 1940     | 26 de julho de 1945    | Partido Conservador |
| 7                         |                    | O Muito Honorável James Callaghan (1874–1965)          | 5 de abril de 1976     | 4 de maio de 1979      | Partido Trabalhista |
| 8                         |                    | A Muito Honorável Margaret Thatcher (1925–2013)        | 4 de maio de 1979      | 28 de novembro de 1990 | Partido Conservador |
| 9                         |                    | O Muito Honorável Sir John Major (1943–)               | 28 de novembro de 1990 | 2 de maio de 1997      | Partido Conservador |
| 10                        |                    | O Muito Honorável Sir Tony Blair (1953–)               | 2 de maio de 1997      | 27 de junho de 2007    | Partido Trabalhista |
| 11                        |                    | O Muito Honorável Gordon Brown (1951–)                 | 27 de junho de 2007    | 11 de maio de 2010     | Partido Trabalhista |
| 12                        |                    | O Muito Honorável David Cameron (1966–)                | 11 de maio de 2010     | 13 de julho de 2016    | Partido Conservador |
| 13                        |                    | A Muito Honorável Lady Theresa May (1956–)             | 13 de julho de 2016    | 24 de julho de 2019    | Partido Conservador |
| 14                        |                    | O Muito Honorável Boris Johnson (1964–)                | 24 de julho de 2019    | 6 de setembro de 2022  | Partido Conservador |
| 15                        |                    | A Muito Honorável Liz Truss (1975–)                    | 6 de setembro de 2022  | 25 de outubro de 2022  | Partido Conservador |

## Lista de primeiros-ministros de ex-membros

### África do Sul
- Daniel Malan (1948–1954)
- Johannes Strijdom (1954–1958)
- Hendrik Verwoerd (1958–1961)

### Barbados
- Errol Barrow (1966–1976, 1986–1987)
- Tom Adams (1976–1985)
- Bernard St. John (1985–1986)
- Erskine Sandiford (1987–1994)
- Owen Arthur (1994-2008)
- David John Howard Thompson (2008-2010)
- Freundel Stuart (2012-2018)
- Mia Mottley (2018–2021)

### Ceilão
- Don Stephen Senanayake (1948–1952)
- Dudley Senanayake (1952–1953, 1965–1970)
- John Lionel Kotalawela (1953–1956)
- Solomon Bandaranaike (1956–1959)
- Vijayananda Dahanayake (1959–1960)
- Sirimavo Bandaranaike (1960–1965 e 1970–1972)

### Fiji
- Ratu Sir Kamisese Mara (1970–1987)
- Timoci Bavadra (1987)

### Gâmbia
- Dawda Kairaba Jawara (1965–1970)

### Gana
- Kwame Nkrumah (1957–1960)

### Guiana
- Forbes Burnham (1966–1970)

### Malauí
- Hastings Kamuzu Banda (1964–1966)

### Malta
- George Borg Olivier (1964–1971)
- Dom Mintoff (1971–1974)

### Maurício
- Sir Seewoosagur Ramgoolam (1968–1982)
- Sir Anerood Jugnauth (1982–1992)

### Nigéria
- Abubakar Tafawa Balewa (1960–1963)

### Paquistão
- Khwaja Nazimuddin (1952–1953)
- Mohammad Ali Bogra (1953–1955)
- Chaudhry Mohammad Ali (1955–1956)

### Quênia
- Jomo Kenyatta (1963–1964)

### Serra Leoa
- Sir Milton Margai (1961–1964)
- Sir Albert Margai (1964–1967)
- Siaka Stevens (1967–1971)

### Tanganyika
- Julius Nyerere (1961–1962)

### Trinidad e Tobago
- Eric Williams (1962–1976)

### Uganda
- Milton Obote (1962–1963)